# Anicla striolata
Anicla striolata là một loài bướm đêm trong họ Noctuidae.